# Пьедра-Сола
Пьедра-Сола (исп. Piedra Sola) — населённый пункт сельского типа на севере центральной части Уругвая. Расположен на границе департаментов Такуарембо и Пайсанду, частично относясь к обоим.

## История
15 октября 1963 года получил статус села (pueblo) согласно указу № 13.167.

## Население
Население по данным на 2011 год составляет 210 человек.
| Год  | Население |
| ---- | --------- |
| 1963 | 250       |
| 1975 | 324       |
| 1985 | 286       |
| 1996 | 240       |
| 2004 | 211       |
| 2011 | 210       |

Источник: Instituto Nacional de Estadística de Uruguay